# Бартхолд фон Бюлов
Бартхолд фон Бюлов ’Стари’ (на немски: Barthold von Bülow, der Ältere; * 1533; † 26 март 1621) е благородник от род фон Бюлов, наследствен господар в Холцдорф и Хундорф.
Той е син (от 16 деца) на Хартвиг фон Бюлов (1509 – 1558), княжески мекленбургски съветник във Ведендорф, Холцдорф, Покрент и Клудрум, и съпругата му Анна фон Паркентин-Грос Цехе († сл. 1540), дъщеря на херцогския съветник Бартолд фон Паркентин († сл. 1516) и Кристина фон Алефелдт (* пр. 1504). Внук е на Матиас фон Бюлов-Холдорф († пр. 1510) и Маргарета фон Плесен (* пр. 1486). Потомък е на Готфрид фон Бюлов († сл. 1184).
Когато малко пораства баща му го изпраща с по-малкия му брат Адам (1535 – 1598) при обриста Фабиан фон Шьонайхе в Силезия, който ги възпитава две години в рицарските маниери. След това той отива в императорския двор в Прага и от там е изпращан в Унгария, Австрия, Бохемия, Зибенбюрген, Каринтия и Моравия. Той участва в битки и често е раняван. След това той се връща отново в Мекленбург и скоро се жени.
В Мекленбург той е много уважаван. Той става амтс хауптман на четири селища и се облича много добре. Той дарява 13 години преди смъртта си 100 мари на църквата в Любиш и 50 марки на касата за бедните. На всичките селяни той дарява в завещанието си по три талера. Той създава къща за бедните и дарява дрехи, често булчинска рокля на бедните момичета. В библиотеката си той има множество теолигични книги.
На 23 март той ляга в смъртното си легло и след четири дена умира в сън на 26 март 1621 г. на 88 години. Той е погребан на 9 май в наследственото фамилно гробище в Грамбов.

## Фамилия
Бартхолд фон Бюлов се жени за Анна фон Люцов, дъщеря на Хартвиг фон Люцов-Залитц. Те имат девет деца, от които порастват три деца:
- Детлоф фон Бюлов
- Хартвиг фон Бюлов († 1606), женен I. за Магдалена фон дер Люе, II. за Гьодел фон Бухвалд и има син
- Анна фон Бюлов (* ок. 1570; † ок. 1596), омъжена 1592 г. за Дидрих фон Плесен (* 1569; † 8 януари 1634)

Бартхолд фон Бюлов се жени втори път за Гьодел фон Даненберг, дъщеря на Хайнрих фон Даненберг
и Урсула фон Шак. Те имат осем деца:
- Елизабет Маргарета фон Бюлов
- Детлеф/Детлоф фон Бюлов (* пр. 1592; † 1662), женен 1608 г. за Маргарета фон Шак (1592 – 1658); имат 6 деца
- Доротея фон Бюлов († 1618), омъжена за Корд фон Лютцов († 1628)
- Катарина фон Бюлов
- Урсула фон Бюлов
- Беренд фон Бюлов
- Бартолд фон Бюлов (* 1591; † 1620), херцогски мекленбургски съветник
- Ханс Хайнрих фон Бюлов (* 1593; † 4 март 1653), княжески мекленбургски амтс-хауптман, женен на 	21 юли 1619 г. в Холторф за Маргарета фон Оертцен (* 19 януари 1602; † 25 ноември 1652); имат два сина

Вдовицата му Гьодел фон Даненберг се омъжва втори път за Вернер фон Хан-Базедов, херцогски мекленбургски съветник, който възпитава синовете ѝ.